# 波导 (公司)
宁波波导股份有限公司（上交所：600130）是中國大陸浙江省宁波市奉化区的一家手机生产企业。

## 历史
公司创立于1992年，最早为一家寻呼机生产企业，后于1998年与宁波电容器总厂和宁波太阳能电源厂整合，并于次年推出移动电话，于2000年在上海证券交易所发行A股。波导曾是中国大陆第一批本土移动电话生产商，其广告语“波导手机，手机中的战斗机”曾非常著名，产品多年占据中国大陆手机销量第一，公司销售额也曾一度达到奉化年度工业产值的一半。但随着诺基亚、三星等外国手机品牌陆续进入中国以及山寨手机的兴起，波导从2007年开始亏损，并于2009年被上交所实行退市风险警示。2007年，波导曾投身汽车制造行业，但并未取得业绩。目前，委托贷款已成为波导股份的重要盈利业务。